# أناتوليكون (ثيسالونيكي)
أناتوليكون (Ανατολικόν) هي مدينة ومقر كومونة بنفس الاسم في بلدية دلتا في مقاطعة سالونيك. يبلغ عدد سكانها الدائمين 2,589 نسمة (تعداد 2011). كومونة أناتوليكو هي مستوطنة منخفضة تبلغ مساحتها 22.803 كيلومتر مربع (2011).
تقع أناتوليكو على الضفة الشرقية لنهر فاردار وعلى بعد 25 كيلومترًا من سالونيك. كانت تسمى فالمادا أثناء العهد التركي،.